# Epidauria strigosa
Epidauria strigosa är en fjärilsart som beskrevs av Otto Staudinger. Epidauria strigosa ingår i släktet Epidauria och familjen mott. Inga underarter finns listade i Catalogue of Life.